# Antoine Raugel
Antoine Raugel (Estrasburgo, 14 de fevereiro de 1999) é um ciclista profissional francês membro da equipa AG2R Citroën Team.

## Biografia

### Inícios
Antoine Raugel nasceu a 14 de fevereiro de 1999 em Estrasburgo, de pai educador e mãe secretária. Começou a andar em bicicleta à idade de oito anos no Vélo Clube d'Eckwersheim.
Entre os júniors (menores de 19 anos), ocupou o quinto lugar no campeonato da Europa de ciclocross em 2016. Em 2017 foi campeão de França em estrada júnior e segundo na Campeonato da França de Ciclismo Contrarrelógio. A nível internacional, ganhou a classificação por pontos no Trois Jours d'Axel, depois no Sint-Martinusprijs Kontich, onde terminou quarto na geral. Também foi seleccionado para a equipa francesa para o mundial juvenil em Bergen, onde ocupou o posto 16.º.

### 2021: Groupama-FDJ Continental
Decidiu mudar de centro de treinamento para a temporada de 2021 fichando pela equipa continental Groupama-FDJ. Encontra ali em particular a seu exentrenador Nicolas Boisson. Durante sua recuperação em Le Samyn, atacou várias vezes.

### 2022:AG2R Citroën Team
Ao início da temporada de 2022, um teste positivo em COVID-19 levou-lhe a renunciar a participar no Tour da Provence. Foi seleccionado para a Volta a Espanha em substituição de Dorian Godon, obrigado a não tomar a saída por dar positivo por SARS-CoV-220.

## Palmarés
Ainda não tem conseguido nenhuma vitória profissional.

## Resultados em Grandes Voltas
| Corrida | Corrida         | 2021 | 2022  |
| ------- | --------------- | ---- | ----- |
|         | Giro d'Italia   | —    | —     |
|         | Tour de France  | —    | —     |
|         | Volta a Espanha | —    | 115.º |

―: não participa
Ab.: abandono

## Equipas
- AG2R Citroën Team (stagiaire) (08.2020-12.2020)
- Groupama-FDJ Continental (2021)
- AG2R Citroën Team (2022-)